# California Dreamin’
California Dreamin' je naslovna pjesma istoimene singl ploče koju su otpjevali američki sastav The Mamas & the Papas 1965. Pjesma je postala planetarni hit i nešto poput himne hippie pokreta. Glazbeni časopis Rolling Stone stavio je pjesmu na #89 svoje liste 500 najboljih pjesama svih vremena.Stihovi ove pjesme su doista jednostavni i vjerojatno su zbog toga dirnuli mnoge, pjesma govori o hladnom zimskom danu i o sanjarenju o toploj Kaliforniji.

## Povijest nastanka pjesme
Pjesmu su zajednički skladali tadašnji supružnici John Phillips i Michelle Phillips 1963. za svog života u New Yorku. 
Prvu inačicu pjesme snimio je tada popularni pjevač Barry McGuire za svoj album This Precious Time, a Mamas & the Papas su mu pjevali prateće vokale. On im je pomogao da sklope ugovor s izdavačkom kućom Dunhill Records, tako da su oni iskoristili gotovo istu instrumentalnu podlogu, da snime svoju inačicu California Dreamin'. Uveli su solo dionicu s flautom koju je odsvirao Bud Shank, izmijenili pjevačke dionice i - napravili hit pjesmu. Singl je izdan pri kraju 1965. a na početku 1966. popeo se na #4 mjesto američkih ljestvica i ostao je na tom mjestu punih 17 tjedana (u Ujedinjenom Kraljevstvu dospio je na #23).

## California Dreamin u izvedbama drugih izvođača
- The Beach Boys
- America (dvije inačice),
- Jose Feliciano (B-strana njegova hit singla iz 1968. Light My Fire)
- The Carpenters
- Four Tops
- Bobby Womack
- Queen Latifah
- Wes Montgomery
- George Benson
- Miki Jevremović: Zbogom Kalifornijo
- Dik Dik: Sognando California
- The Ventures (instrumentalna inačica)
- The Seekers
- Lionel Hampton (jazz-inačica)
- Plavi Orkestar (Ljubi se istok i zapad)
- Sia Furler (San Andreas Soundtrack)

## Vanjske poveznice
- California Dreamin na portalu NPR (engl.)
- Facts and discussion about the song s portala songfacts (engl.)